# Sex with a Stranger
Sex with a Stranger är en alkoholbaserad drink, karaktäriseras av sin söta smak av melon och frukter. I drinken ingår vodka, persikolikör, Midori, tranbärsjuice och apelsinjuice. Den dekoreras med ananasskivor och körsbär.